# Hainfeld (Pfalz)
Hainfeld (Pfalz) é um município da Alemanha localizado no distrito de Südliche Weinstraße, no estado da Renânia-Palatinado. É membro da associação municipal de Verbandsgemeinde Edenkoben.